# Orobanche ramosa
Orobanche ramosa é uma espécie de planta com flor pertencente à família Orobanchaceae. 
A autoridade científica da espécie é L., tendo sido publicada em Species Plantarum 2: 633. 1753.

## Portugal
Trata-se de uma espécie presente no território português, nomeadamente os seguintes táxones infraespecíficos:
- Orobanche ramosa subsp. mutelii - presente em Portugal Continental. Em termos de naturalidade é nativa da região atrás referida. Não se encontra protegida por legislação portuguesa ou da Comunidade Europeia.
- Orobanche ramosa subsp. nana - presente em Portugal Continental e no Arquipélago da Madeira. Em termos de naturalidade é nativa de Portugal Continental e espontaneidade incerta no Arquipélago da Madeira. Não se encontra protegida por legislação portuguesa ou da Comunidade Europeia.
- Orobanche ramosa subsp. ramosa - presente em Portugal Continental. Em termos de naturalidade é nativa da região atrás referida. Não se encontra protegida por legislação portuguesa ou da Comunidade Europeia.